# Lúcio Calpúrnio Pisão Cesonino (cônsul em 58 a.C.)
Lúcio Calpúrnio Pisão Cesonino (m. 43 a.C.; em latim: Lucius Calpurnius Piso Caesoninus) foi um político da gente Calpúrnia da República Romana eleito cônsul em 58 a.C. com Aulo Gabínio. Era neto de Lúcio Calpúrnio Pisão Cesonino, cônsul em 112 a.C. e pai de Lúcio Calpúrnio Pisão, cônsul em 15 a.C. e conhecido como "Pontífice", e de Calpúrnia, terceira esposa de Júlio César. Foi também censor romano em 50 a.C..
É geralmente identificado como sendo o antigo proprietário da famosa Villa dei Papiri em Herculano, onde foi recuperada uma biblioteca repleta de volumes de filosofia epicurista, da qual era seguidor.

## Carreira

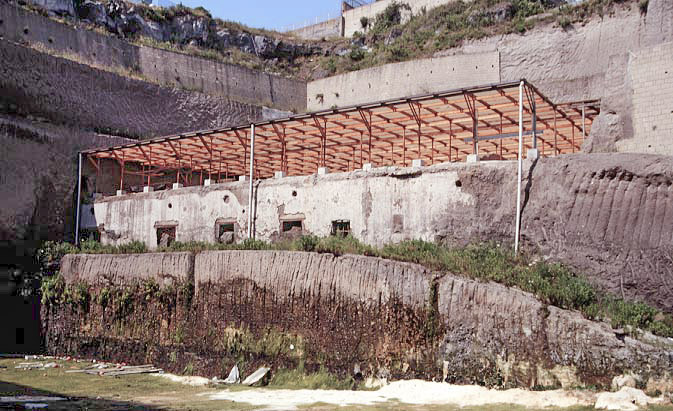
Vila dos Papiros, em Herculano, amplamente reconhecida como tendo sido de Lúcio Calpúrnio Pisão Cesonino, cônsul em 58 a.C., e onde foram recuperados muitos textos filosóficos antigos sobre o epicurismo.

Em 58 a.C., já como cônsul, Pisão e seu colega, Aulo Gabínio, entraram em acordo com Públio Clódio Pulcro (um ferrenho aliado de César e do Primeiro Triunvirato) para aprovar numerosas leis. Entre elas, uma sobre as províncias consulares que seriam entregues a cada um dos dois no ano seguinte como procônsules. Gabínio recebeu a província da Cilícia, depois alterada para Síria, enquanto Pisão recebeu a província da Macedônia, que ele administrou entre 57 e 55 a.C., realizando depois um triunfo sobre os trácios. Foi aprovada também a "Lex de capita civis Romani", que determinou, retroativamente, a ilegitimidade das execuções levadas a cabo por ordem do Senado ("Senatus consultum ultimum") sem um "provocatio ad populum", ou seja, sem uma consulta ao povo romano. Esta decisão era, na realidade, uma lei contra Cícero, que, em 63 a.C., havia autorizado a condenação dos catilinários. Por conta dela, Cícero foi exilado.
Pisão foi reconvocado a Roma em 56 a.C. e sua província foi entregue ao seu sucessor, Quinto Ancário, provavelmente em consequência do violento ataque que recebeu de Cícero, já de volta a Roma, no Senado Romano, em seu discurso "De provinciis consularibus", no qual acusava Pisão de diversos crimes em sua gestão.
César menciona seu sogro em "De Bello Gallico". O avô de Pisão, homônimo, foi assassinado pelos mesmos gauleses que César depois conquistaria. Ao chegar, Pisão endereçou o Senado em sua defesa, e Cícero respondeu com áspero e exagerado discurso conhecido como "In Pisonem", novamente criticando seu comportamento na Macedônia, ridicularizando seu adversário e fazendo uso magistral de sua conhecida retórica, criando uma colorida e caricatural descrição do aspecto físico e dos modos de Pisão. Também criticou asperamente a sua simpatia pelo epicurismo e a sua hospitalidade em relação ao filósofo grego Filodemo de Gadara. Pisão também publicou um panfleto como resposta e o assunto terminou, pois é provável que Cícero tenha ficado com medo de processar o sogro de Júlio César.
Em 50 a.C., Pisão foi eleito censor com Ápio Cláudio Pulcro. No ano seguinte, já no contexto Guerra Civil de César, Pisão, que não havia até então assumido seu cargo, Pisão ofereceu-se para tentar mediar junto a Júlio César, mas os optimates não aceitaram. Porém, quando César marchou sobre Roma, Pisão abandonou a cidade para protestar, mas não declarou seu apoio a Pompeu, permanecendo neutro. Porém, acredita-se amplamente que ele secretamente o apoiava, mas não estava pronto para abandonar o respeito de César, especialmente depois que Pompeu foi derrotado.
Em 43 a.C., depois do assassinato de César, Pisão insistiu para que as provisões do testamento dele fossem estritamente obedecidas e foi adversário de Marco Antônio. No ano seguinte, ele se tornou aliado de Antônio e aparece mencionado como tendo tomado parte de uma embaixada, composta ainda por Lúcio Márcio Filipo e Sérvio Sulpício Rufo, e enviada de Roma até o acampamento de Antônio em Mutina, onde ele estava sitiando Décimo Júnio Bruto Albino, com o objetivo de tentar uma reconciliação entre ele e Otaviano durante a guerra civil.
A máxima "fiat justitia ruat caelum" ("fazer justiça, nem que caia o céu") é atribuída a Pisão (com mais frequência a Cneu Calpúrnio Pisão), mas esta atribuição é disputada.

## Família
Em 59 a.C., sua filha, Calpúrnia Pisão, casou-se com Júlio César, que fez Pisão tornar-se cônsul no ano seguinte; segundo Cícero, isto era intolerável, por ter o poder supremo ser prostituído por alianças matrimoniais, e porque homens estavam se ajudando no poder e com os exércitos por causa de mulheres. Antes desde casamento, César havia desfeito o noivado de sua filha Júlia com "Servílio Cepião" para que ela ficasse noiva de Pompeu, enquanto Servílio Cepião ficaria noivo da filha de Pompeu, que estava noiva de Fausto Cornélio Sula, filho de Sula.